# سنگوکو باسارا: ضیافت آخر
سنگوکو باسارا: ضیافت آخر (انگلیسی: Sengoku Basara: The Last Party) یک فیلم انیمه است که پایان دوره سنگوکو را به تصویر می‌کشد. این فیلم دنباله‌ای بر یک مجموعه انیمیشن معروف به سنگوکو باسارا: شاهان سامورایی است. این فیلم در ۴ ژوئن ۲۰۱۱ در سینماهای ژاپن اکران شد.